# 抚顺街道
抚顺街道是中国黑龙江省哈尔滨市道里区下辖的一个街道办事处，位于道里区东南部。

## 行政区划
抚顺街道下辖5个社区：
安祥社区、抚顺社区、安吉社区、地德里社区、抚安社区。 